# Genre cinématographique
Pour les articles homonymes, voir Genre.
 (juillet 2008).
Si vous disposez d'ouvrages ou d'articles de référence ou si vous connaissez des sites web de qualité traitant du thème abordé ici, merci de compléter l'article en donnant les références utiles à sa vérifiabilité et en les liant à la section « Notes et références ».
 (septembre 2008).
Le genre cinématographique permet de catégoriser les films en fonction de leurs thèmes.

## Les genres par catégories
Les catégories cinématographiques peuvent chacune être divisée en genres particuliers dont les plus communs sont :
- le film d'action, qui mise sur l'enchainement des péripéties ;
- le film d'aventures, qui, à l'inverse du film d'action, ne s'intéresse pas aux péripéties en elles-mêmes, mais aux circonstances qui les amènent ;
- le film d'anticipation, dont l'action se déroule dans un futur proche ou plus lointain. Il est souvent lié à la science-fiction, mais pas toujours ;
- le film de casse, dont l'intrigue tourne autour d'un groupe de personnes essayant de dérober quelque chose.
- le film catastrophe, qui met en scène une catastrophe naturelle (astéroïde percutant la Terre, volcan, raz de marée, animal tueur) ou technologique (accident d'avion, de bateau, nucléaire) face à laquelle l'homme rencontre de multiples difficultés ;
- le film de cape et d'épée ;
- le film de Noël ;
- la comédie, ayant pour but de divertir en représentant les ridicules des caractères et des mœurs (habitudes relatives à la pratique du bien et du mal), d'une société. Il existe dans ce genre plusieurs sous-genres telle que la comédie romantique ou la comédie dramatique ;
- le film criminel qui met en scène un crime ;
- le drame, au registre plus sérieux que la comédie, est une histoire qui comporte à la fois des moments plus légers et d'autres plus sombres, voire tragiques ;
- le cinéma fantastique ;
- le film de fantasy ou « heroic fantasy », qui mêle, dans une atmosphère d'épopée, les mythes, les légendes et les thèmes du fantastique et du merveilleux.
- le film d'horreur, cherchant à jouer sur les peurs du spectateur. Cette peur peut être attisée par des scènes violentes (slasher, film gore…) ;
- le film historique, ayant pour vocation de restituer un événement réel en y étant plus ou moins fidèle. Lorsqu'il retrace la vie d'une personne, il s'agit alors plutôt d'un film biographique ou biopic ;
- le film d'opéra qui met en scène en studio ou en extérieurs une œuvre du répertoire lyrique, généralement interprétée par des chanteurs, mais parfois par des comédiens dont les voix sont doublées par celles de chanteurs ;
- le péplum, qui se déroule dans l'Antiquité, aborde le plus souvent des thèmes bibliques ou mythologiques ;
- la romance amoureuse, dont l'histoire met l'accent sur l'évolution de la relation amoureuse entre les protagonistes ;
- la science-fiction, développant un univers souvent basé sur le monde réel, puis décalé dans un contexte spatial ou temporel différent ;
- le thriller ou « film à suspense », qui cherche à faire ressentir du suspense et une certaine tension à l'idée de ce qui pourrait arriver au ou aux personnages du film ;
- le western, dont l'action se déroule généralement en Amérique du Nord, plus spécialement aux États-Unis, lors de la conquête de l'Ouest dans les dernières décennies du XIXe siècle.

## Films de genre
Certains films qui obéissent à des règles plus ou moins strictes sont parfois désignés sous l'appellation de « films de genre ». Ceux-ci s'adressent généralement à une audience ciblée et fidèle qui reconnaît les règles (ainsi que leurs transgressions). Bien que celles-ci ne soient généralement pas écrites, elles sont le plus souvent suivies par les réalisateurs qui se conforment alors à un exercice de style.
Ainsi, le « slasher », sous-genre du film d'angoisse apparu avec Halloween, la nuit des masques de John Carpenter met en scène des adolescents aux prises avec un tueur en série dans une petite ville des États-Unis. Le masque du psychopathe, et le thème de la transgression de l'interdit sexuel font partie des figures imposées.
Dans le film noir, c'est aussi bien la forme que le fond qui font l'objet de codification. L'un des ressorts dramatiques est généralement la confrontation du protagoniste (souvent un détective privé) avec une « femme fatale » qui tente de le manipuler. Sur le plan formel, la voix off est le procédé narratif le plus évident.
En fait, la plupart des genres cinématographiques, sans obéir forcément à des règles précises, utilisent cependant des codes et abordent des thèmes récurrents. Ces « codes » prennent leur source dans les films s'étant imposés comme l'exemple même du genre et de la façon de le représenter. La définition même d'un genre n'est donc pas précise dans le sens où chaque film contribue à élaborer de nouvelles codifications et de nouveaux enjeux scénaristiques qui font la particularité de chaque genre cinématographique.
Dans le cadre de ce cinéma de genre on peut citer quelques courants :
- le wuxiapian en quelque sorte l'équivalent chinois du film de cape et d'épée avec parfois une forte connotation fantastique (ex. : Tigre et Dragon) ;
- les films de prison (ex. : Papillon ou les Évadés) ;
- les films de sous-marin (ex. : Torpilles sous l'Atlantique ou L'Odyssée du sous-marin Nerka).

Les films de genre sont refusés par le point 8 du Dogme95 de Lars von Trier et Thomas Vinterberg.

## Genres par ordre alphabétique
- Americana
- Art vidéo
- Buddy movie
- Chanbara
- Chronique
- Cinéma amateur
- Cinéma d'auteur
- Cinéma de montagne
- Cinéma expérimental
  - Cinéma abstrait
  - Cinéma structurel
  - Cinéma underground
  - Found footage
- Comédie
  - Burlesque
  - Comédie de mœurs
  - Comédie dramatique
  - Comédie loufoque
  - Comédie policière
  - Comédie noire
  - Comédie romantique
  - Parodie
- Documentaire
  - Films didactiques
  - Cinéma ethnographique
  - Cinéma d'observation
  - Cinéma vérité
  - Cinéma direct
  - Docufiction
  - Ethnofiction
  - Essai cinématographique
  - Film d'archives
  - Journal filmé
  - Making-of
  - Portrait
- Cinéma surréaliste
- Drame
  - Mélodrame
  - Docudrama
- Film à sketches
- Film à suspense
- Film d'action
- Film d'aventures
  - Film de cape et d'épée
- Film catastrophe
- Film criminel
  - Film policier
  - Film de gangsters
  - Film noir
  - Thriller
  - Film de cambriolage
- Film érotique
- Film d'espionnage
- Film d'exploitation
- Film fantastique
  - Film de vampires
  - Film de zombies
  - Film de monstres
- Film de Noël
- Film de guerre
- Film de guérilla
- Film historique
  - Film biographique
    - Film autobiographique
- Film institutionnel
  - Film de mariage
  - Film publicitaire
  - Film d'entreprise
  - Film de propagande
- Film d'horreur
  - Slasher
- Film de super-héros
- Film musical
- Film d'opéra
- Film pornographique
- Teen movie
- Ken Geki
- Masala
- Road movie
- Film d'amour
- Péplum
- Science-fiction
- Western